# Dansk Ingeniørforening
Dansk Ingeniørforening var en dansk branschförening för ingenjörer som grundades 1892.
Föreningen fusionerade i januari 1995 med Ingeniør-Sammenslutningen till den nybildade Ingeniørforeningen i Danmark (IDA).
Ingeniørforeningens hus på Vester Farimagsgade 27-31 i Köpenhamn specialritades av arkitekt Oscar Gundlach-Pedersen. Det byggdes 1934–1935 och utsmyckades av bland andra Axel Salto och Einar Utzon-Frank.
Byggnaden totalförstördes under andra världskriget i samband med 
RAF:s
bombning av Shellhuset den 15 mars 1945, men återuppfördes två år senare av samma arkitekt. Salto skapade en muralmålning i al fresco i festsalen som ersättning för den som förstördes under angreppet och Utzon-Franks   förstörda skulpturgrupp Prometheus raner Ilden nytillverkades på Den Kongelige Porcelænsfabrik i stengods med oxblodglasur. 
Huset har senare byggts om vid flera tillfällen.